# St. Matthäus (Coburg-Neuses)
Die evangelisch-lutherische Pfarrkirche St. Matthäus steht im Coburger Gemeindeteil Neuses an der Friedrich-Rückert-Straße 17.

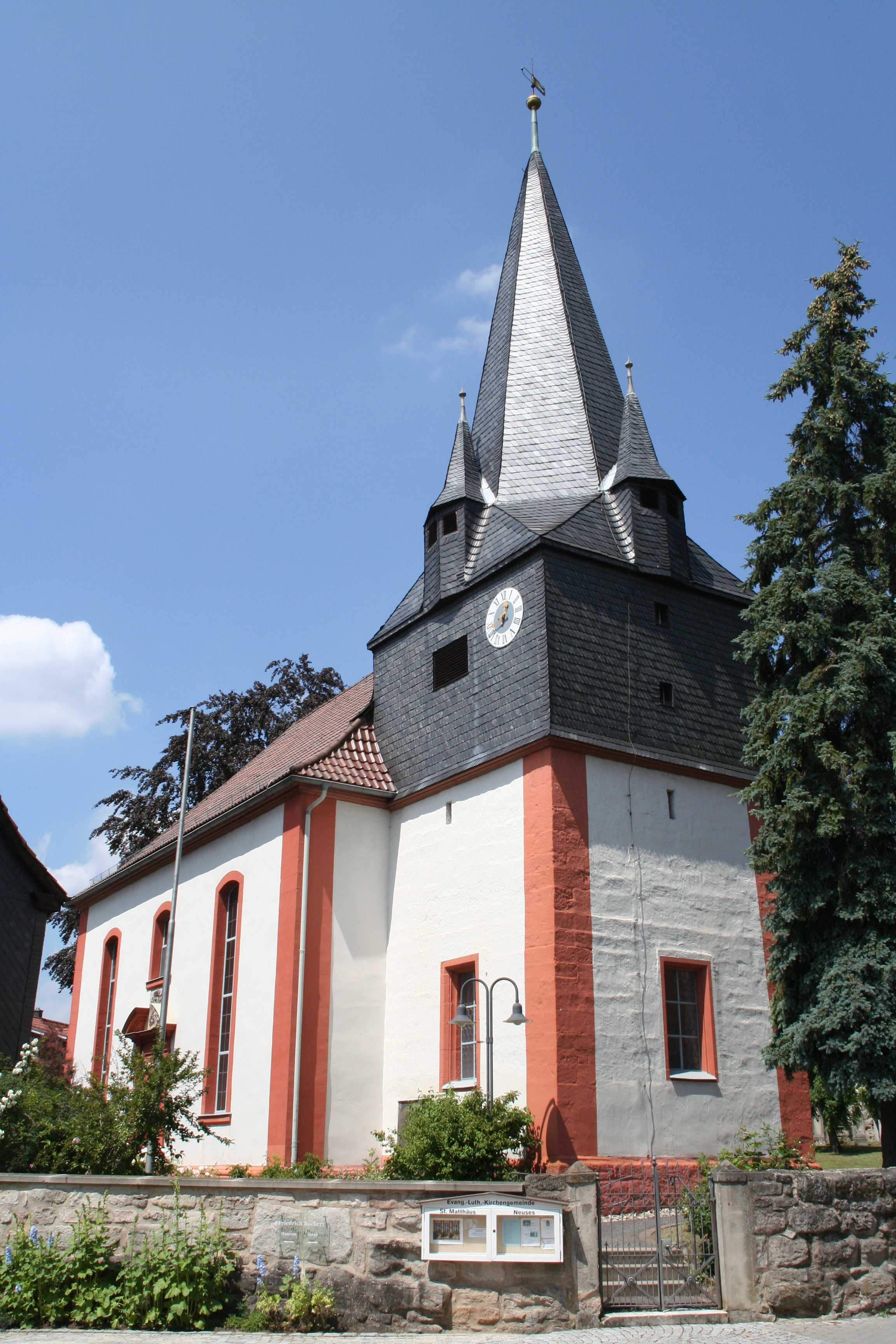
Pfarrkirche St. Matthäus, Südostseite

## Geschichte
Eine Kirche in Neuses belegt eine Urkunde vom 15. Juni 1412. Es war eine Filiale der Urpfarrei Meeder und Sitz eines Kaplans.  Nach der Reformation im Coburger Land wurde Neuses 1535 im Zuge der zweiten Visitation eine selbstständige Pfarrei.
An Baumaßnahmen sind unter anderem 1728 eine neue Kirchenmauer um den Friedhof und eine Sanierung des Kirchturms im Jahr 1775 belegt. Ein umfangreicher Umbau mit einer Kirchenerweiterung fand 1784 bis 1786 statt. Es entstand eine Saalkirche im Markgrafenstil. Dazu wurde  das Kirchenschiff erhöht, eine Flachdecke eingezogen, es wurden neue Fenster gesetzt, die Kanzel wurde am südlichen Triumphbogenpfeiler angeordnet. Zusätzlich wurde die Innenausstattung mit neuen Kirchenbänken und das sächsische Rautenkranzwappen des Herzogs Ernst Friedrich im Deckenspiegel ergänzt. Außerdem wurde eine neue Orgel eingebaut. Im Rahmen einer Renovierung wurde 1964 der Chorbogen abgemauert und die Kanzel in Wandmitte über dem nach vorne gesetzten Altar neu angeordnet.

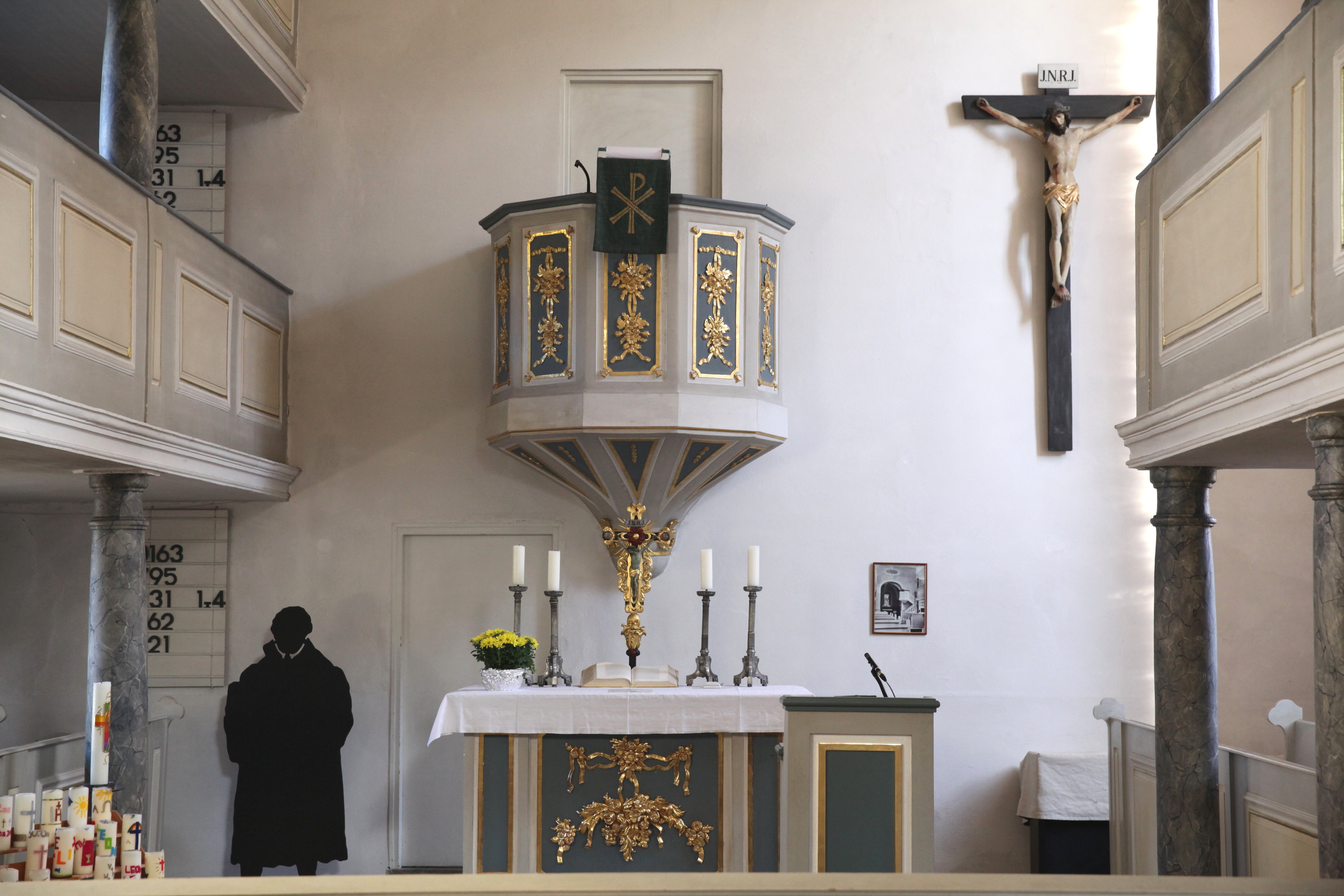
Kanzelaltar

## Kirchengebäude
Markant an dem Kirchenbau ist der in seinem Kern aus dem 13. oder 14. Jahrhundert stammende Kirchturm an der Ostseite. Oben ist der  Turm verschiefert und hat schmale Fensterschlitze sowie einen achteckigen Helm mit mittigen Dacherkern an den vier Turmseiten. Unten befindet sich hinter größeren rechteckigen Altarfenstern der 4,7 Meter lange und 4,4 Meter breite Chor mit einem Kreuzrippengewölbe. Der ehemalige Altarraum ist seit 1964 Sakristei.
Das Langhaus ist 14 Meter lang und 8,6 Meter breit. Die drei Kirchenschiffseiten haben mittig angeordnete Eingänge, beidseitig flankiert durch raumhohe Segmentbogenfenster. Das südliche Hauptportal ist mit einem Rundbogen auf Pfeilern, eingefasst von ionischen Pilastern mit Gebälk ausgestaltet und mit einem gesprengten Flachbogengiebel mit dem herzoglichen Wappen versehen. Zur Tür an der Westseite gelangt man über eine zweiarmige Podesttreppe. Innen ist die dreiachsige Saalkirche mit einer Flachdecke und einer umlaufenden zweigeschossigen Empore mit einfach gefelderten Brüstungen gestaltet. Den einzigen Schmuck bilden die Wappenkartuschen im Deckenspiegel. Die vier Prinzipalstücke Kanzel, Altar, Taufstein und Orgel stehen seit der letzten Umgestaltung in einer Achse. Im ehemaligen Friedhof befindet sich das Grabmal Friedrich Rückerts und seiner Frau Luise. Die noch vorhandene viersäulige Laube mit Pyramidendach diente als Leichenhalle.
Zwei Kelche von vor 1500 und von 1699 gehören zu den besonderen Kunstgegenständen der Kirche.

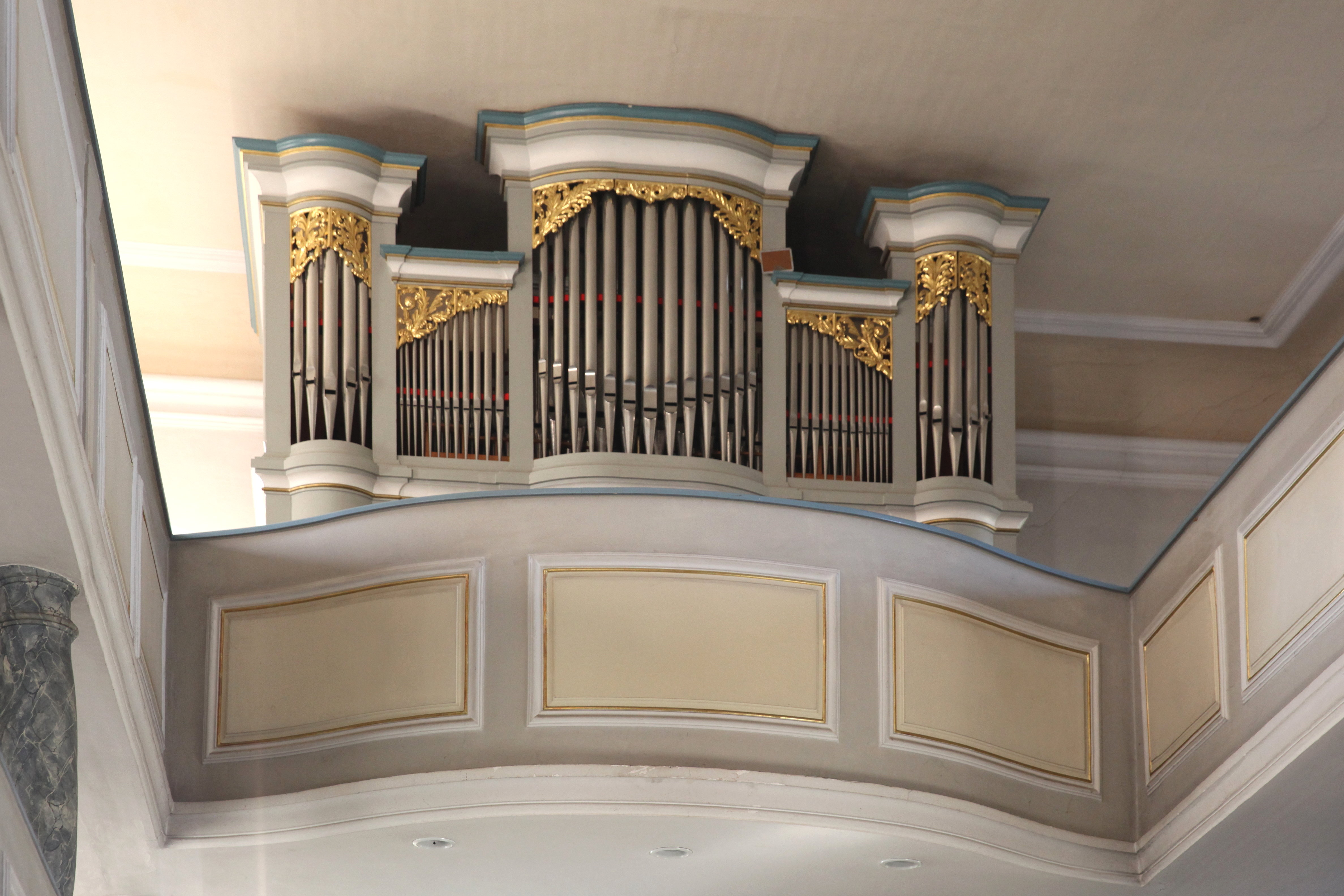
Orgelprospekt

## Orgel
Die erste Orgel wurde um 1682 errichtet. Sie wurde 1836 durch einen Neubau der Neustadter Orgelbauer Hofmann für 1090 Gulden ersetzt. 1927 lieferte die Lichtenfelser Werkstatt Dietmann ein neues, zweimanualiges Werk mit pneumatischen Taschenladen. Da sich die pneumatischen Laden nicht bewährten, erfolgte 30 Jahre später ein größerer Umbau durch die Orgelbauer Hoffmann aus Ostheim vor der Rhön. Dabei wurden unter anderem Kegelladen eingebaut, auch die Disposition wurde verändert. Die Orgel hat zwei Manuale, Pedal und 14 Register. Bei dem fünfteiligen Gehäuse wechseln drei Rundtürme mit schmalen Flachfeldern ab.

## Gemeinde
Zum Gebiet der Kirchengemeinde gehören neben Neuses auch Beiersdorf, Bertelsdorf und Glend. Seit 1970 führt sie die Bezeichnung St. Matthäus nach dem Evangelisten. 1984 gab es 2240 Gemeindemitglieder, 2012 waren es rund 2200 und 2019 weniger als 2000. Die Kirchengemeinde betreibt in Coburg zwei Kindertagesstätten (Schloss Falkenegg und Beiersdorf) und einen Friedhof in der Goldbergstraße im Coburger Ortsteil Neuses.